# پنجگرایین دگر
پنجگرایین دگر (به انگلیسی: Punjgirain) یک شهر در پاکستان است که در پنجاب واقع شده‌است. پنجگرایین دگر ۱۴۸ متر بالاتر از سطح دریا واقع شده‌است.